# Пяткин, Виктор Александрович
Ви́ктор Александрович Пяткин (род. 30 июля 1935 года, Казань) — советский и российский инженер-механик, прочнист, участник создания стратегических ракетных комплексов подводных лодок ВМФ СССР и ВМФ России (Государственный ракетный центр имени академика В. П. Макеева). Лауреат Премии Совета Министров СССР (1985). Кандидат технических наук (1978), доцент Южно-Уральского государственного университета (с 1995). Автор 8 изобретений. Соавтор монографии, выдержавшей в СССР два издания и изданной в Китае. Соавтор учебника для высшей школы, выдержавшего два издания. Автор 8 научных статей и отраслевого стандарта. Награждён орденом Знак Почёта (1968), орденом Трудового Красного Знамени (1975), медалями.

## Биография
Виктор Александрович Пяткин родился 30 июля 1931 года в Казани (ТАССР, РСФСР, СССР).
В 1959 году окончил Казанский авиационный институт.
С 1959 по 1995 год — работа КБ машиностроения, ФГУП «Государственный ракетный центр „КБ им. академика В. П. Макеева“»: инженер, начальник сектора статической прочности корпусов ракет, заместитель начальника отдела нагрузок и прочности (1975).
Участник разработки трёх поколений стратегических морских комплексов.
Кандидат технических наук (1978).
Соавтор монографии, выдержавшей два издания в СССР и одно в Китае, а также учебника, выдержавшем два издания. Автор 8 изобретений, 8 научных статей, отраслевого стандарта, трёх художественно-публицистических книг.
С 1995 года — доцент филиала Южно-Уральского государственного университета в городе Миассе.

## Избранные научные и учебно-методические труды

### Монографии
- Лизин В. Т., Пяткин В. А. Проектирование тонкостенных конструкций. — М.: Машиностроение, 1976. — 408 с.
  - То же. Изд. 2-е. 1985. — 344 с.
  - То же. 1993. (Издано в Китае[2])

### Учебники
- Лизин В. Т., Пяткин В. А. Проектирование тонкостенных конструкций. [Учебное пособие для вузов по направлению «Авиа- и ракетостроение».] Изд. 3-е, перераб. и доп. — М.: Машиностроение, 1994. — 380 с.[3] — ISBN 5-217-02379-1
- Лизин В. Т., Пяткин В. А. Проектирование тонкостенных конструкций: Учебное пособие для студентов вузов, обучающихся по направлению «Авиа- и ракетостроение». Изд. 4-е, перераб. и доп. — М.: Машиностроение, 2003. — 447 с.[4] — ISBN 5-217-03209-X

### Статьи
- Лизин В. Т., Пяткин В. А. Проектировочный расчет вафельных оболочек минимального веса // Авиационная промышленность. 1972. № 7.
- Лизин В. Т., Пяткин В. А. Анализ весовой эффективности трёхслойных оболочек // Оборонная техника. 1973. № 6.

## Избранные художественно-публицистические работы

### Книги
- Пяткин В. А. Генеральный конструктов Макеев. — Миасс: ГРЦ, 1992.
- Пяткин В. А. Генеральный конструктов. — Миасс: ГРЦ, 1998.
- Пяткин В. А. Город ракетостроителей. — Челябинск: Библиотека А. Миллера, 1999. — 151 с. — ISBN 5-93162-004-4

### Статьи
- Пяткин В. А. Культ специалиста // Под покровом Ильмен. Страницы истории Машгородка. — Б/м: 1999. С. 61—64. — ISBN 5-89204-052-6
- Пяткин В. А. На пересечении путей // Там же. С. 116.
- Пяткин В. А. «Я приду сюда даже пешком» // Там же. С. 184—185.
- Пяткин В. А. Народные гулянья // Там же. С. 196—197.

## Награды и премии
- Орден Знак Почёта (1968)
- Орден Трудового Красного Знамени (1975)
- Премия Совета Министров СССР (1985)
- Медаль «Ветеран труда» (1985)
- Заслуженный работник ГРЦ имени академика В. П. Макеева (1991)
- Медаль имени академика В. П. Макеева Федерации космонавтики России